# بخش کلارک (شهرستان هولمز، اوهایو)
بخش کلارک (به انگلیسی: Clark Township) یک منطقهٔ مسکونی در ایالات متحده آمریکا است که در شهرستان هولمز، اوهایو واقع شده‌است.
 بخش کلارک ۸۹٫۵ کیلومتر مربع مساحت و ۴٬۰۸۰ نفر جمعیت دارد و ۳۲۲ متر بالاتر از سطح دریا واقع شده‌است.